# تعقیب دی. بی. کوپر

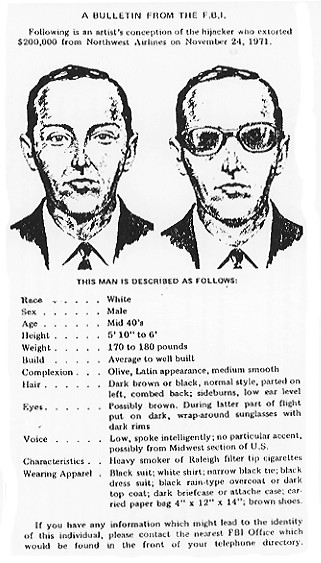
یک فیلم دلهره‌آور و جنایی آمریکایی محصول سال ۱۹۸۱ که دربارهٔ هواپیماربایی به‌نام دی.بی. کوپر

تعقیب دی.بی. کوپر (به انگلیسی: The Pursuit of D. B. Cooper) یک فیلم دلهره‌آور و جنایی آمریکایی محصول سال ۱۹۸۱ که دربارهٔ هواپیماربایی به‌نام دی.بی. کوپر که پس از پریدن از در انتهایی هواپیمای مسافربری بوئینگ ۷۲۷ در ۲۴ نوامبر ۱۹۷۱ با ۲۰۰٫۰۰۰ دلار فرار کرد. قسمت اعظم فیلم پس از فرار کوپر تخیلی است.

## داستان
در سال ۱۹۷۱، دی.بی. کوپر با استفاده از خروجی عقب یک هواپیمای مسافربری، توانست نقشه هواپیماربایی خود را انجام دهد. او با استفاده از هوای صاف آن روز، با چتر نجات در جنگلی در واشینگتن فرود می‌آید. این مرد بعداً به عنوان جیم مید، افسر سابق ارتش با رویاهای بزرگ، شناخته شد. مید با استفاده از جیپی که قبلاً در جنگل پنهان کرده بود و پول‌هایی که در لاشه یک آهو پنهان کرده بود، فرار می‌کند. او در نهایت با همسر جدا شدهٔ خود هانا ملاقات می‌کند.

## بازیگران
- رابرت دووال در نقش گروهبان بیل گرون
- تریت ویلیامز در نقش کوپر/جیم مید
- کاترین هرولد در نقش هانا مید
- اد فلاندر در نقش سرتیپ مید
- پال گلیسون در نقش رمسون
- آر.جی. آرمسترانگ در نقش دمپسی
- دوروتی فیلدینگ در نقش دنیس
- نیکلاس کاستر در نقش آوری
- کوپر هاکبی در نقش هومر
- هاوارد کی. اسمیت در نقش هاوارد کی اسمیت
- کریستوفر کاری در نقش هیپی

## تولید
تعقیب دی.بی. کوپر بر اساس رمان نوشتهٔ جی دی رید، با عنوان «سقوط آزاد: یک رمان» ساخته شده‌است. این رمان در سال ۱۹۸۰ منتشر شد.

### فیلمبرداری
برای فیلم‌برداری این فیلم از یک هواپیمای بوئینگ ۷۲۷ اجاره‌شده از شرکت ورلد ایرویز استفاده شد. این هواپیما مشابه هواپیمای ۷۲۷ خطوط هوایی نورت‌وست ایرلاینز است که رویداد واقعی هواپیماربایی در آسمان نقش داشت. همچنین برای ساخت این فیلم، چهار چترباز حرفه‌ای پرش چتر نجات را از پله خروجی عقب بوئینگ ۷۲۷ انجام دادند.
دیگر هواپیماهای این فیلم، شامل لاشه‌های پیدا شده در پایگاه نیروی هوایی دیویس-مونتان، از جمله هواپیماهای ملخی دو موتوره و چهار موتوره مانند هواپیمای داگلاس سی-۴۷، لاکهید پی-۲ نپتون، لاکهید سی-۱۲۱ و داگلاس سی-۵۴ بودند. همچنین تعداد زیادی هلیکوپتر اچ-۳۴ و سی‌اچ-۳۷ نیز به نمایش درآمدند. برای ضبط سکانس تعقیب‌وگریز از یک هواپیمای بویینگ-استیرمن پی‌تی-۱۷ با رجیستر N56949 استفاده شد.